# Guatteria boliviana
Guatteria boliviana é uma espécie de magnólia .  Foi descrito pela primeira vez por Hubert JP Winkler .  Guatteria boliviana pertence ao gênero Guatteria, e família Annonaceae .  
Este tipo de planta pode ser encontrado em:
- Bolívia

Não existe esse tipo listado. 